# Campaña presidencial Rocky De La Fuente 2016
Rocky De La Fuente dirigió una campaña de terceros para la presidencia de los Estados Unidos en las elecciones de 2016. De La Fuente había buscado la nominación del Partido Demócrata durante sus primarias presidenciales. De La Fuente no ganó ningún delegado a la Convención Nacional Demócrata de 2016, pero quedó en tercer lugar por el total de votos recibidos. De La Fuente fundó el Partido Delta Americano y se postuló como su candidato presidencial con su compañero de fórmula Michael Steinberg. También fue el candidato presidencial del Partido de la Reforma, que tenía acceso a las papeletas en Florida, Luisiana y Mississippi. Recibió 33.136 votos en las elecciones generales, colocándolo octavo en el voto popular.

## Campaña primaria demócrata

El mapa que representa el acceso de papeleta de la campaña Primaria Democrática de De la Fuente

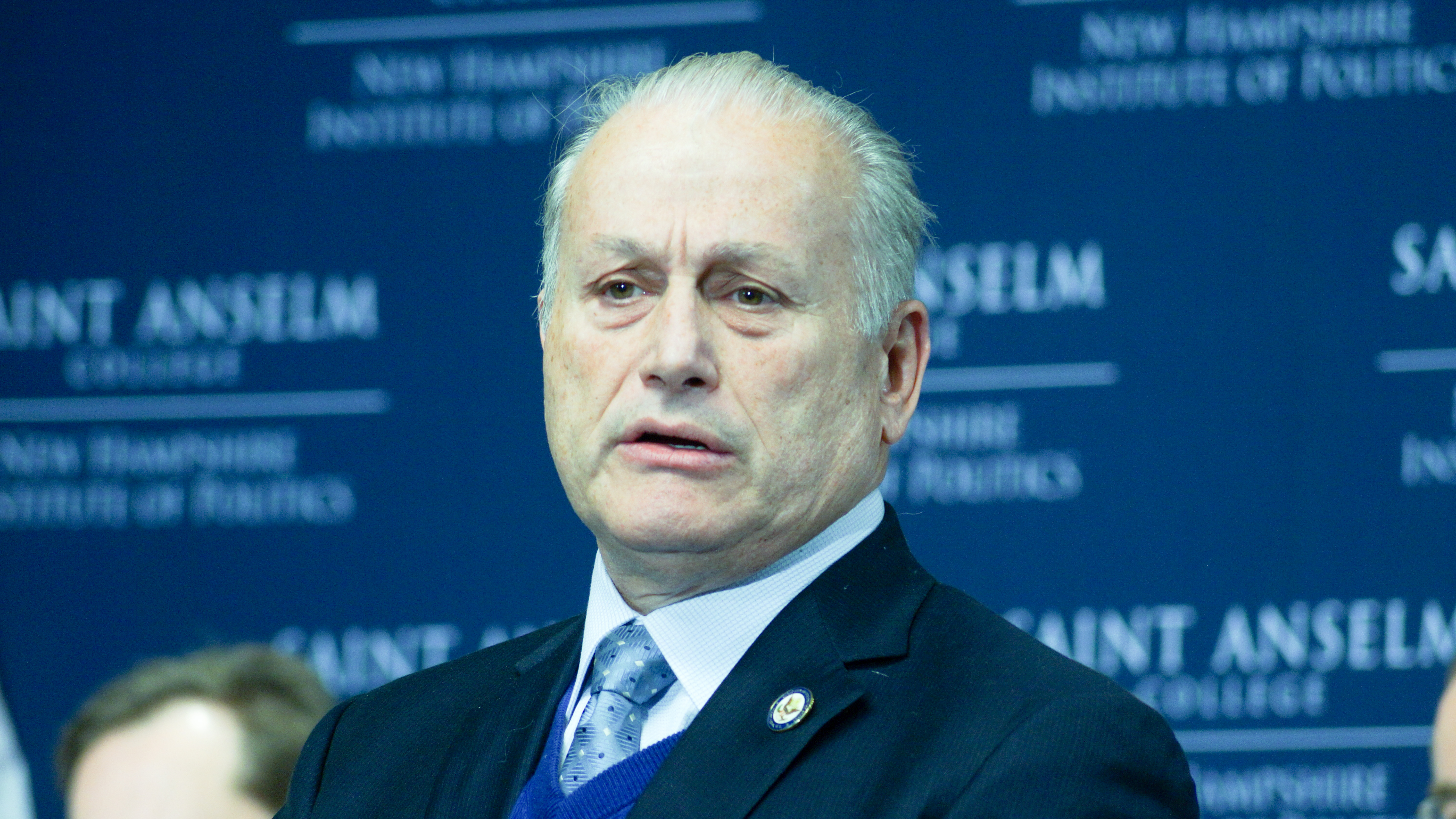
De La Fuente en el "Foro Presidencial de Candidatos Menos Conocidos"

De La Fuente presentó su candidatura a la Presidencia de los Estados Unidos ante la Comisión Federal Electoral como demócrata. Se identificó como un demócrata progresista. Dijo que se inspiró para postularse después de sentirse insatisfecho con la lista de candidatos, especialmente Donald Trump, a quien acusó de alienar a grandes segmentos de la población. En cuanto a la inmigración, De La Fuente apoyó un camino hacia la ciudadanía y estaba contra la pared propuesta por Donald Trump.
Posteriormente, De La Fuente ha dicho que la razón por la que optó por buscar la nominación demócrata, en lugar de la nominación republicana, es que esperaba que el campo más pequeño de candidatos de las primarias Demócratas le facilitara destacar. El partido Republicano tenía 17 candidatos, más de tres veces el número de los principales candidatos que buscaban la nominación demócrata.
A continuación se muestra una tabla de los resultados de las primarias en las que De La Fuente compitió durante las primarias demócratas. El número total de votos recibidos de La Fuente se puede encontrar en la columna de Votos. El rango en el que De La Fuente llegó entre los candidatos/opciones de votación se puede encontrar en la columna de Lugar.

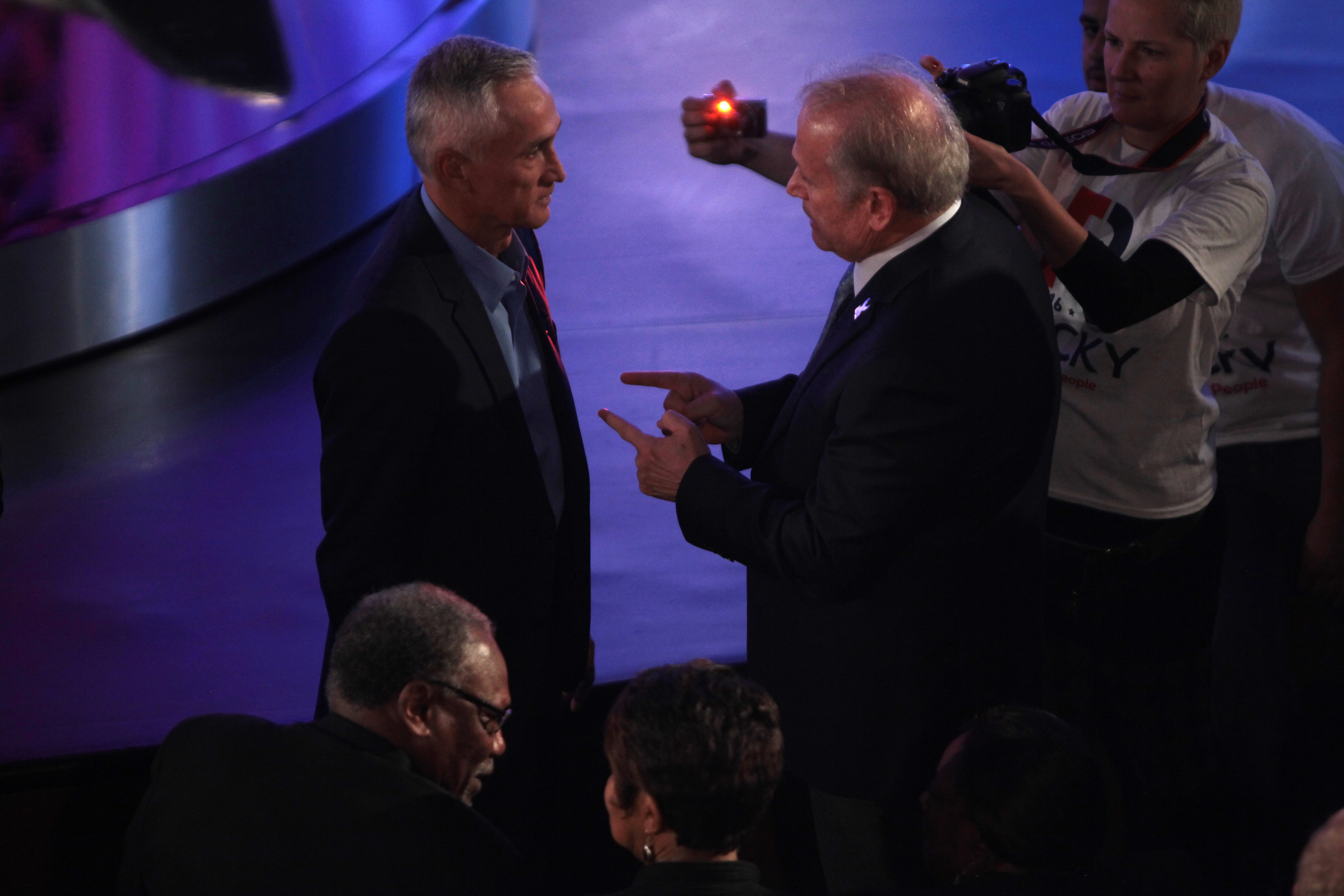
De la Fuente visto hablando a Jorge Ramos en el local del Iowa Brown y Foro Negro

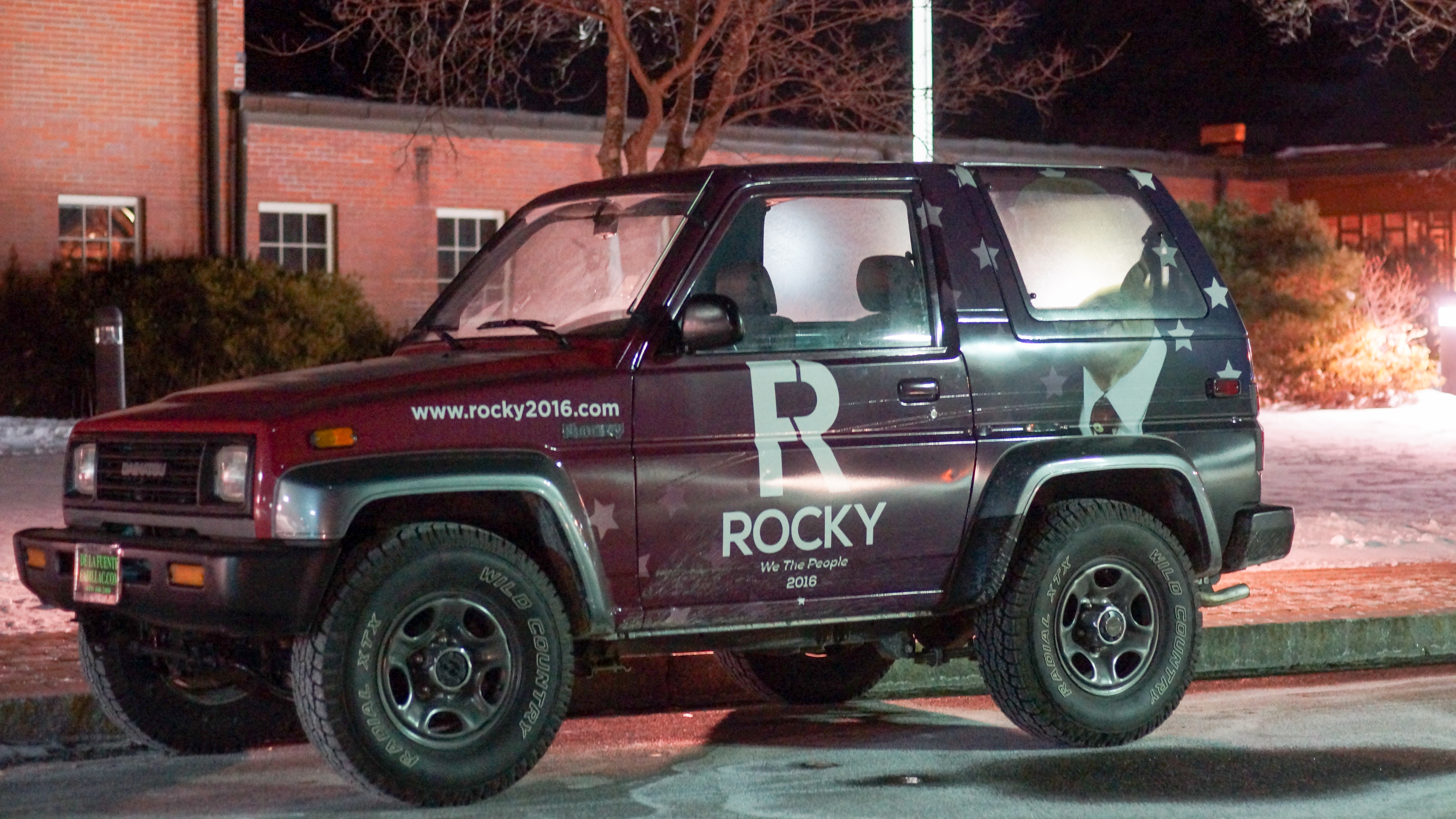
Un coche decorado para anunciar la campaña de Rocky durante las primarias Demócratas

| Date      | Contest                   | Votes  | Percent | Place     | Sources       |
| --------- | ------------------------- | ------ | ------- | --------- | ------------- |
| Feb 9     | Primaria de New Hampshire | 96     | 0.04%   | 8th of 28 | [ 5 ] [ 6 ]   |
| March 1   | Primaria de Alabama       | 818    | 0.20%   | 4th       | [ 7 ] [ 8 ]   |
| March 1   | American Samoan caucus    | 14     | 5.91%   | 3rd       | [ 9 ]         |
| March 1   | Primaria de Arkansas      | 1,684  | 0.76%   | 6th       | [ 10 ] [ 11 ] |
| March 1   | Massachusetts primary     | 1,545  | 0.13%   | 4th       | [ 12 ] [ 13 ] |
| March 1   | Minnesota caucus          | 53     | 0.03%   | 4th       | [ 14 ]        |
| March 1   | Oklahoma primary          | 2,485  | 0.74%   | 7th       | [ 15 ] [ 16 ] |
| March 1   | Texas primary             | 8,429  | 0.59%   | 3rd of 8  | [ 17 ] [ 18 ] |
| March 1–8 | Democrats Abroad primary  | 6      | 0.02%   | 4th       | [ 19 ]        |
| March 2   | Vermont primary           | 94     | 0.06%   | 4th       | [ 20 ] [ 21 ] |
| March 5   | Louisiana primary         | 1,341  | 0.43%   | 8th of 10 | [ 22 ] [ 23 ] |
| March 8   | Michigan primary          | 870    | 0.07%   | 4th       | [ 24 ] [ 25 ] |
| March 8   | Mississippi primary       | 481    | 0.21%   | 5th       | [ 26 ] [ 27 ] |
| March 15  | Illinois primary          | 1,802  | 0.09%   | 6th       | [ 28 ] [ 29 ] |
| March 15  | Missouri primary          | 345    | 0.05%   | 6th of 9  | [ 30 ] [ 31 ] |
| March 15  | North Carolina primary    | 3,376  | 0.30%   | 4th       | [ 32 ] [ 33 ] |
| March 15  | Ohio primary              | 9,402  | 0.76%   | 3rd       | [ 34 ] [ 35 ] |
| March 22  | Arizona primary           | 2,797  | 0.60%   | 4th of 6  | [ 36 ] [ 37 ] |
| March 22  | Idaho caucus              | 4      | 0.02%   | 3rd       | [ 38 ] [ 39 ] |
| March 22  | Utah caucus               | 22     | 0.03%   | 3rd       | [ 40 ] [ 41 ] |
| March 26  | Alaskan caucus            | 1      | 0.01%   | 3rd       | [ 42 ] [ 43 ] |
| March 26  | Hawaiian caucus           | 12     | 0.04%   | 3rd       | [ 44 ] [ 45 ] |
| April 5   | Primaria de Wisconsin     | 18     | 0.00%   | 4th       | [ 46 ]        |
| April 26  | Connecticut primary       | 960    | 0.29%   | 3rd       | [ 47 ] [ 48 ] |
| April 26  | Delaware primary          | 1,024  | 1.09%   | 3rd       | [ 49 ] [ 50 ] |
| April 26  | Maryland primary          | 3,582  | 0.39%   | 3rd       | [ 51 ] [ 52 ] |
| April 26  | Pennsylvania primary      | 14,439 | 0.86%   | 3rd       | [ 53 ] [ 54 ] |
| April 26  | Rhode Island primary      | 145    | 0.12%   | 4th       | [ 55 ] [ 56 ] |
| May 10    | West Virginia primary     | 1010   | 0.40%   | 6th       | [ 57 ] [ 58 ] |
| May 17    | Kentucky primary          | 1,594  | 0.35%   | 4th       | [ 59 ] [ 60 ] |
| June 5    | Puerto Rico caucus        | 391    | 0.44%   | 3rd       | [ 61 ]        |
| June 7    | California primary        | 8,453  | 0.16%   | 5th of 7  | [ 62 ] [ 63 ] |
| June 14   | D.C. primary              | 213    | 0.22%   | 3rd       | [ 64 ] [ 65 ] |
| Total     | Total                     | 67,457 | 0.22%   | 3rd of 33 | [ 66 ]        |

Un.^  Como escribir-en.

### Encuestas
De La Fuente fue casi totalmente excluido de las encuestas para las Primarias Demócratas. Sin embargo, fue incluido en tres encuestas estatales.
Texas Democrático Primario
| Universidad de Texas / de Texas Tribune encuesta(febrero 12@–19, 2016) |            |
| Candidato                                                              | Porcentaje |
| De la Fuente pedregoso                                                 | 1%         |
| Hillary Clinton                                                        | 54%        |
| Bernie Sanders                                                         | 44%        |
| Martin O soycallejón[más bajo-alfa 1]                                  | 1%         |
| Willie Wilson                                                          | 1%         |
| Estrella Locke                                                         | 0%         |
| Keith Judd                                                             | 0%         |
| Calvin Hawes                                                           | 0%         |
| Muestra: 324 LVMargin de error: 5.99%                                  |            |

Carolina del Norte Democrática Primario
| Universidad de punto culminante(enero 30-4 de febrero de 2016) |            |
| Candidato                                                      | Porcentaje |
| De la Fuente pedregoso                                         | 0%         |
| Hillary Clinton                                                | 55%        |
| Bernie Sanders                                                 | 29%        |
| Martin O soycallejón[más bajo-alfa 1]                          | 1%         |
| No Sabe/Rechazado                                              | 15%        |
| Muestra: 478 LVMargin de error: 4.5%                           |            |

Nuevo Hampshire Democrático Primario
| Suffolk Encuesta universitaria(enero 19@–21, 2016) |                      |            |
| Candidato                                          | Número ofrespondents | Porcentaje |
| De la Fuente pedregoso                             | 1                    | 0%         |
| Bernie Sanders                                     | 250                  | 50%        |
| Hillary Clinton                                    | 207                  | 41%        |
| Indeciso                                           | 32                   | 6%         |
| Martin O soycallejón                               | 9                    | 2%         |
| Otro                                               | 1                    | 0%         |
| Total                                              | 500                  | 100%       |
| Muestra: 500 LVMargin de error: 4.4%               |                      |            |

## Campaña electoral general de terceros

### Partido de Delta americano

Acceso de papeleta para el Delta americano y Partido de Reforma On ballot

De La Fuente fundó el American Delta Party dejando a United fuera de su nombre como un vehículo para continuar su campaña en las elecciones generales como candidato de un tercer partido. Fue nominado como candidato presidencial del partido. Su compañero de fórmula era Michael Steinberg de Florida. El 8 de agosto de 2016, De La Fuente fue nombrado como el candidato presidencial del Partido Reformista.
American Delta Party celebró su convención nacional el 1 de septiembre de 2016 en Chester Springs, Pensilvania, y nominó a Rocky De La Fuente para presentarse a las elecciones presidenciales de los Estados Unidos en representación de su partido. De La Fuente eligió a Michael Steinberg como su compañero de fórmula.

### Cualificaciones
De La Fuente obtuvo 147 votos electorales en 20 estados (Alaska, Colorado, Florida, Idaho, Iowa, Kentucky, Minnesota, Mississippi, Montana, Nevada, New Hampshire, New Jersey, New México, Dakota del Norte, Rhode Island, Tennessee, Utah, Vermont, Wisconsin y Wyoming). Calificó como candidato por escrito en Arizona, California, Delaware, Indiana, Maryland, Nebraska, Nueva York, Washington y Virginia Occidental.

### Debates y foros
Durante su campaña por la nominación demócrata, De La Fuente no fue invitado a ninguno de los foros y debates del Partido Demócrata. De La Fuente tampoco calificó para ninguno de los debates presidenciales patrocinados por la Comisión de Debates Presidenciales. De La Fuente, sin embargo, fue invitado y participó en el debate de Elecciones Libres e Iguales de 2016.
Después de quedar en cuarto lugar y no ganar delegados en las primarias presidenciales del Partido Demócrata de 2016 y después de fundar el Partido Delta Americano como un vehículo para postularse para presidente de los Estados Unidos con su compañero de fórmula Michael Steinberg y como carecía de acceso a la boleta electoral a los estados más grandes, el 25 de octubre de 2016, participó en un debate organizado por la Free & Equal Elections Foundation y debatió contra el candidato del Partido de la Constitución Darrell Castle y la candidata del Partido por el Socialismo y la Liberación Gloria LaRiva.
La campaña electoral de De La Fuente fue incluida en muy pocas encuestas.
Nevada-Carrera de cinco vías
| Fuente de encuesta | La fecha administró     | Delta                  | %  | Demócrata       | %     | Republicano    | %     | Libertario   | %    | IAPN (Constitución) | %  | Margen de ventaja | Medida de muestra | Margen de error |
| ------------------ | ----------------------- | ---------------------- | -- | --------------- | ----- | -------------- | ----- | ------------ | ---- | ------------------- | -- | ----------------- | ----------------- | --------------- |
| Suffolk            | Septiembre 27@–29, 2016 | De la Fuente pedregoso | 1% | Hillary Clinton | 44%   | Donald Triunfo | 38%   | Gary Johnson | 7%   | Darrell Castillo    | 1% | 6                 | 500               | ± 4.4%          |
| Suffolk            | August 15@–17, 2016     | De la Fuente pedregoso | 1% | Hillary Clinton | 43.8% | Donald Triunfo | 41.6% | Gary Johnson | 4.8% | Darrell Castillo    | 1% | 2.2               | 500               | ± 4.4%          |

### Resultados de elección
De la Fuente recibió 33.136 votos en las elecciones generales, lo que le valió el 0,02% del voto popular total. No obtuvo ningún voto electoral. En el voto popular, De la Fuente se ubicó octavo en la general, detrás de Hillary Clinton del Partido Demócrata, Donald Trump del partido Republicano, Gary Johnson del Partido Libertario, Jill Stein del Partido Verde, Evan McMullin independiente, Darrell Castle del Partido de la Constitución y Gloria La Riva del Partido por el Socialismo y la Liberación.
De La Fuente recibió más votos que cualquier candidato presidencial del Partido Reformista desde la campaña de Ralph Nader en 2004.

#### Recount Esfuerzo
El 30 de noviembre (en respuesta a los esfuerzos de la candidata presidencial del Partido Verde Jill Stein para solicitar recuentos en Wisconsin y varios otros estados que ganó Donald Trump) De La Fuente solicitó un recuento parcial en Nevada (un estado que ganó Hillary Clinton). Consideró este esfuerzo como un "contrapeso" a los esfuerzos de Stein. De La Fuente pagó los 1 14,000 que se le requirieron para solicitar un recuento que se realizaría en una muestra del 5% de los precintos estatales. El recuento parcial de Nevada se completó el 8 de diciembre, sin encontrar discrepancias significativas.

## Finanzas de la campaña
A continuación se detallan los estados financieros llenados con la Comisión Federal de Elecciones (FEC) de Rocky 2016 LLC al 28 de noviembre de 2016.
| Fuente financiera                              | Cantidad (USD) |
| ---------------------------------------------- | -------------- |
| Fondos federales                               | $0             |
| Contribuciones Individuales Desglosadas        | $13,156        |
| Contribuciones Individuales Unitarias          | $3,887         |
| Contribuciones Individuales totales            | $17,043        |
| Contribuciones de Comités del partido          | $0             |
| Otras Contribuciones de Comités                | $0             |
| Contribuciones de candidato                    | $0             |
| Total de Contribuciones                        | $17,043        |
| Transferencias de Comités Autorizados          | $0             |
| Préstamos Candidatos                           | $7,855,009     |
| Otros Préstamos                                | $0             |
| Total Préstamos                                | $7,855,009     |
| Compensaciones de los Gastos de Funcionamiento | $0             |
| Compensaciones de Recaudación de Fondos        | $0             |
| Compensaciones Legales y Contables             | $0             |
| Total de Compensaciones                        | $0             |
| Otros Ingresos                                 | $0             |
| Total de Ingresos                              | $7,855,009     |

| Desembolso                                         | Cantidad (USD) |
| -------------------------------------------------- | -------------- |
| Gastos de Funcionamiento                           | $4,337,137     |
| Transferencias A Comités Autorizados               | $0             |
| recaudación de fondos                              | $3,146,674     |
| Legal y Contable Exento                            | $385,982       |
| Reembolsos de Préstamos Candidatos                 | $0             |
| Otros Reembolsos De Préstamos                      | $0             |
| Reembolsos de Contribución individual              | $0             |
| Reembolsos de Contribuciones de Partidos Políticos | $0             |
| Otros Reembolsos de Contribución del Comité        | $0             |
| Otros Desembolsos                                  | $0             |
| Total de Desembolsos                               | $7,869,794     |

| Categoría                                | Cantidad (USD) |
| ---------------------------------------- | -------------- |
| Efectivo En Caja                         | $0             |
| Efectivo Corriente En Caja               | $2,257         |
| Contribuciones Netas                     | $17,043        |
| Gastos Netos De Funcionamiento           | $4,339,360     |
| Deudas / Préstamos Adeudados Por Campaña | $7,855,009     |
| Deudas / Préstamos Adeudados A Campaign  | $0             |

## Aprobación
Activista
- Deez Frutos secos[92]
- Brian Moore[93]